# منال الغداني
منال عبد الله الغداني الشحي (1977) كاتبة أطفال وتربوية إماراتية. تخرجت في جامعة الإمارات من كلية التربية تخصص لغة عربية سنة 2001، وعملت معلمة للغة العربية، ثم مرشدة أكاديمية بمنطقة رأس الخيمة التعليمية. وهي أول مديرة إماراتية لمدرسة ذكور.

## سيرتها
ولدت منال عبد الله أحمد الغداني الشحي سنة 1977 م/ 1397 هـ في رأس الخيمة. تخرجت في جامعة الإمارات من كلية التربية تخصص لغة عربية سنة 2001، وعملت مدرسة لغة عربية في مدرسة قباء للتعليم الأساسي حلقة ثانية، ثم انتقلت إلى مدرسة نورة بنت سلطان للتعليم الثانوي التي تدرجت فيها إلى مرشدة مهنية أكاديمية. اشتركت في تأليف منهج الإرشاد المهني للطلبة، وأشرفت على 15 مدرسة لإرشاد الطالبات في اختيار التخصص الأكاديمي، كما ساهمت في تنظيم معارض عدة لإرشاد الطلاب. عيّنت رئيسة وحدة شؤون الطلبة في مدرسة نورة بنت سلطان للتعليم الثانوي طالبات. بدأت الكتابة للأطفال والناشئة منذ أول الأعوام التي درست فيها لغة عربية، وهي أول مديرة مواطنة لمدرسة ذكور في الإمارات، التي عيّنت في 2016.

## مهنتها الأدبية
تكتب القصص والروايات للأطفال والناشئين. في قصتها «ألف كرة زجاجية»، تتحدث عن طفل يقيم مشروعاً تجارياً صغيراً ويفكر بطريقة إبداعية تساعده على النجاح فيه. ثم نشرت «أبحثُ عن صديق»، وهي عن تعلم الأطفال كيفية تقبل الذات، وفهم الآخرين، ومهارات التواصل الفعال، ومثلها قصتها «قوة الكلمات»، عن الأثر الخفي للكلمات. ثم روايتها «أميرة القمر» وهي للناشئة، تناولت فيها الثقة بالذات والمثابرة، ثم في روايتها «أوبار: المدينة المفقودة» (2013)، تتحدث عن مغامرة شيقة تدور فوق رمال الربع الخالي في الصحراء العربية، مع مزيج من التحدي والصبر والتفكير المنطقي. وهي الجزء الأول من مجموعة «أوبار»، برأي جريدة العرب هي « رحلة ممتعة وشيقة في عالم الخيال والسحر الجميل. كتاب في أدب الأطفال استطاعت من خلاله الغداني أن ترفع مستوى نبض القلوب وهي تتنقل من حدث إلى آخر وسط أجواء تبتعد عن الواقع ولكنها ترسم البسمة على شفاه القراء.».

## جوائزها
- 2016: جائزة الشيخ خليفة التربوية في أدب الطفل التربوي.[7]

## مؤلفاتها
- «ألف كرة زجاجية»
- «أبحث عن صديق»، 2011 (ردمك 9786144024898)
- «أوبار : الأنفاق السرية»، 2013 (ردمك 9789948444008)
- «أميرة القمر»، 2011 (ردمك 9789948159995)
- «طريق الحرير»، 2011 (ردمك 9789948070498)
- «أوبار : المدينة المفقودة»، الجزء الأول، 2013 (ردمك 9789953765501)
- «أوبار :الأنفاق السرية»، الجزء الثاني، 2014
- «حدائق في السحاب»، 2015 (ردمك 9789948184959)
- «الورقة الخامسة»، 2015 (ردمك  9786039055745)
- «ولد بلا موهبة»، 2015 (ردمك 9786144390542)
- «أوبار: الرعب القادم»، الجزء الثالث، 2020 (ردمك 9789948464488)